# Алкантара (Мараняо)
Вижте пояснителната страница за други значения на Алкантара.
Алка̀нтара (на португалски: Alcântara) е град — община в северната част на бразилския щат Мараняо. Общината е част от икономико-статистическия микрорегион Западно крайбрежие на Мараняо, мезорегион Северен Мараняо. Населението на Алкантара към 2010 г. е 21 852 души, а територията е 1483,232 km² (14,7 д./km²).
Градът се намира на 30 km от Сао Луис, щатската столица.
Основан от френски изследователи през 16 век, по-късно е завладян от португалците, които използват малкото селище като база за да завземат Сао Луис през 1646 г., който по това време е холандско владение.
Градът е обявен като бразилско историческо наследство. Икономиката на малкия град се поддържа от риболова и туризма. Освен това Бразилската космическа агенция поддържа ракетна площадка в Алкантара. На 22 август 2003 г. голяма експлозия на ракета VLS-1 убива 21 души на ракетната площадка.

## Галерия
- Църква Носа Сеньора дас Мерсес.
- Старата камбанария на църквата Носа Сеньора до Дестеро.
- Останки от църквата Сао Матиас.
- Църква Носа Сеньора до Кармо.
- Интериорът на църквата Носа Сеньора до Кармо.
- Кметството и Общинската камара на Алкантара.
- Площадът пред останките на църквата Сао Матиас.
- Калдъръмена улица в града.